# Maurits van Saksen (1521-1553)
Maurits van Saksen (Freiberg (Saksen), 21 maart 1521 – bij Sievershausen (tegenwoordig gemeente Lehrte), 9 juli 1553) was hertog en later keurvorst van Saksen.  Hij was de oudste zoon van Hendrik de Vrome en Catharina van Mecklenburg. In 1541 volgde hij zijn vader op als hertog van Saksen van de Albertijnse linie. In 1547 werd hij verheven tot keurvorst. In de godsdiensttwisten van de zestiende eeuw stond hij aan de kant van de Reformatie.

## Biografie
Als aanhanger van het gedachtegoed der Reformatie was Maurits van Saksen een sterke tegenstander van keizer Karel V. Tevens was hij politiek een handige manipulator door tegelijkertijd ook als trouwe vazal aan de zijde van de keizer te strijden tegen onder meer de Ottomanen en Frankrijk. Hij koesterde een persoonlijke afkeer tegen zijn verre neef Johan Frederik, de Saksische keurvorst, en aasde op diens keurvorstelijke hoogwaardigheid; daarom koos hij de keizerlijke zijde in de strijd tegen het Schmalkaldisch Verbond in 1547. Het bezorgde hem (voor een tijd) de bijnaam de "Judas van Meissen". maar ook de positie van keurvorst van Saksen.  Hij volgde in 1547 de afgezette Johan Frederik op en verwierf tevens een groot deel van het Ernestijnse grondgebied van het keurvorstendom Saksen.  In 1552 dwong hij de keizer tot het Verdrag van Passau, waaruit bleek dat Karel V, ondanks zijn machtspositie, niet in staat was het protestantisme te vernietigen.
Maurits van Saksen trouwde in 1541 met Agnes van Hessen (1527-1555), dochter van landgraaf Filips I van Hessen. Hij was de vader van Anna van Saksen, de tweede echtgenote van Willem van Oranje en daarmee de grootvader en naamgever van prins Maurits van Oranje, stadhouder van Holland en Zeeland. Omdat Maurits van Saksen geen mannelijke erfgenaam had werd hij als keurvorst opgevolgd door zijn jongere broer August.

## Voorouders
| Overgootouders                 | Frederik II van Saksen (1412-1464) ∞ Margaretha II van Oostenrijk (1416-1486) | Frederik II van Saksen (1412-1464) ∞ Margaretha II van Oostenrijk (1416-1486) | George van Podiebrad (1420–1471) ∞ Kunigunde van Sternberg (1422-1449) | George van Podiebrad (1420–1471) ∞ Kunigunde van Sternberg (1422-1449) | Hendrik IV van Mecklenburg (–1477) ∞ Dorothea van Brandenburg (1420-1491)   | Hendrik IV van Mecklenburg (–1477) ∞ Dorothea van Brandenburg (1420-1491)   | Erik II van Pommeren (1425–1474) ∞ Sophia van Pommeren-Stolp (-)            | Erik II van Pommeren (1425–1474) ∞ Sophia van Pommeren-Stolp (-)            |
| Grootouders                    | Albrecht van Saksen (1443-1500) ∞ Sidonia van Bohemen (1449-1510)             | Albrecht van Saksen (1443-1500) ∞ Sidonia van Bohemen (1449-1510)             | Albrecht van Saksen (1443-1500) ∞ Sidonia van Bohemen (1449-1510)      | Albrecht van Saksen (1443-1500) ∞ Sidonia van Bohemen (1449-1510)      | Magnus II van Mecklenburg (1441–1503) ∞ Sophie van Pommeren-Wolgast (-1504) | Magnus II van Mecklenburg (1441–1503) ∞ Sophie van Pommeren-Wolgast (-1504) | Magnus II van Mecklenburg (1441–1503) ∞ Sophie van Pommeren-Wolgast (-1504) | Magnus II van Mecklenburg (1441–1503) ∞ Sophie van Pommeren-Wolgast (-1504) |
| Ouders                         | Hendrik van Saksen (1473-1541) ∞ Catharina van Mecklenburg (1487-1561)        | Hendrik van Saksen (1473-1541) ∞ Catharina van Mecklenburg (1487-1561)        | Hendrik van Saksen (1473-1541) ∞ Catharina van Mecklenburg (1487-1561) | Hendrik van Saksen (1473-1541) ∞ Catharina van Mecklenburg (1487-1561) | Hendrik van Saksen (1473-1541) ∞ Catharina van Mecklenburg (1487-1561)      | Hendrik van Saksen (1473-1541) ∞ Catharina van Mecklenburg (1487-1561)      | Hendrik van Saksen (1473-1541) ∞ Catharina van Mecklenburg (1487-1561)      | Hendrik van Saksen (1473-1541) ∞ Catharina van Mecklenburg (1487-1561)      |
| Maurits van Saksen (1521–1553) |                                                                               |                                                                               |                                                                        |                                                                        |                                                                             |                                                                             |                                                                             |                                                                             |